# Indiase junglekraai
De Indiase junglekraai (Corvus culminatus) is een zangvogel uit de familie van de kraaien (Corvidae). De soort werd in 1832 wetenschappelijk beschreven door William Henry Sykes, een luitenant-kolonel in het Britse leger in India. De vogels zijn kleiner dan de Europese kraai en erg vermetel (These birds are remarkable for their audacity).

## Verspreiding en leefgebied
Deze soort komt voor in India en Sri Lanka.

## Status
De Indiase junglekraai komt niet als aparte soort voor op de lijst van het IUCN, maar is daar een ondersoort van de dikbekkraai (Corvus macrorhynchos culminatus).